# 雞籠生

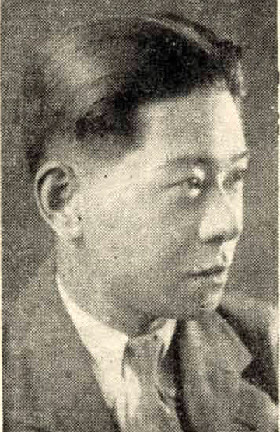
陳炳煌

雞籠生（1903年12月20日—2000年）是台灣的漫畫家和散文家，本名為陳炳煌。因為出生於基隆，所以將筆名取為雞籠生（雞籠為基隆舊稱）。
《台灣第一》一書將「雞籠生」列名為台灣第一位漫畫家。而〈《雞籠生漫畫集》第二集介紹〉一文中則記載為是臺灣第一位出書的漫畫家。

## 生平
陳炳煌在小學時期即對繪畫有興趣，會臨摹中秋月餅與香菸盒所附的圖卡圖案，後來因為父親經商的緣故，1916起先在中國福建福州的鶴齡英華書院就讀兩年，再轉學到香港拔萃書院就讀，但還未完成學業就又被父親帶到安南、星島、爪哇、婆羅洲、蘇門答臘等地長期旅行。1927年至上海聖約翰大學就讀，1929年到美國紐約大學攻讀碩士，於1930年取得碩士學位。在美期間他為校刊畫諷刺美國社會的漫畫，可算是他漫畫生涯的開始。
碩士畢業後陳炳煌經歐洲返回上海，後於1931年擔任臺灣新民報上海支局長，於該報文藝版上發表海外見聞錄、大上海、百貨店與雞籠生漫畫集，其《雞籠生漫畫集》於1935年出版。1945年時陳炳煌返臺，任臺灣省行政長官公署交通處專門委員，負責接收日本船隻，同時並進行臺灣航業公司的籌組工作。之後他又在1950年參與第一屆基隆市長選舉，與林番王、謝貫一爭取基隆市長，但落選，後來在1951年到1963年期間於豐年雜誌擔任編輯工作，最後以副社長一職離職，任職期間在1954年出版《雞籠生漫畫集》第二集。
離開豐年雜誌之後，陳炳煌又到榮星保齡球館、臺灣旅行社擔任總經理，退休後旅居美國，90多歲時仍時常到世界各地旅行寫生，最後於2000年去世。

## 作品一覽

### 漫畫
- 雞籠生漫畫集（共二集）

### 散文
- 傻瓜集
- 海外見聞錄

## 相關詞條
- 葉宏甲

## 註解
1. 1 2 3 4 5 6 7 8 9  王嵐渝、李榮聰. . 國史館臺灣文獻館. 2009-12-30: 219－228頁. ISBN 978-986-02-1436-9.
2. ↑  1927年，已有楊國城和陳繼章等人於《臺灣民報》刊登評論台灣總督的漫畫，另外也有不少小報刊登漫畫。
3. 1 2  2007台灣作家作品目錄——雞籠生 （页面存档备份，存于），國立台灣文學館